# Earnest Evans
Earnest Evans est un jeu vidéo d'action sorti en 1991 sur Mega Drive et Mega-CD. Le jeu a été développé et édité par Wolf Team. C'est le jeu préquelle de El Viento.